# G418
G418，即遺傳黴素（Geneticin），是一種氨基糖苷類抗生素，結構與慶大黴素B1相似。G418最初是於細菌小单孢菌中發現。G418是新黴素的類似物，其作用機理也與新黴素相似。即，G418可以通過阻斷多肽合成（蛋白轉譯）殺死原核細胞或真核細胞。新黴素抗性基因neo可以編碼一種能使G418失效的酶氨基糖苷3'磷酸转移酶，進而使細胞獲得對G418的抗性。在實驗室中，利用上述機制，可以使用G418篩選基因工程改造後的細胞。

## 作用機理及抗性機理
G418是一種特殊的抗生素。G418既可以殺死真核細胞，也可以殺死原核細胞。G418的作用機理是通過與80S核糖體（真核細胞）或70S核糖體（原核細胞）結合，進而阻止蛋白轉譯過程中的延長過程，使合成中的多肽鏈合成中止。最終，細胞會因爲缺乏必要的蛋白而死亡。基於G418的作用機理，對蛋白質需求較高的細胞，如分裂中的細胞，會比對蛋白質需求相對較少的細胞更快被G418殺死。新黴素抗性基因neo可以使細胞在含有G418的培養基中存活。neo基因抵抗G418的機理在於，neo基因能編碼一種氨基糖苷3'磷酸转移酶。該酶可使G418磷酸化，減小其與核糖體的親和力，達到讓G418失效的作用。

## 細胞生物學中的應用
導入neo基因等G418抗性基因的真核細胞可以於含有G418的培養基中存活，而無這類基因的細胞則會在這種培養環境中死亡。研究人員可以利用這一點，於載體上加入neo基因。這樣，當把載體導入細胞時，neo基因也會一併導入。之後，在培養基中加入G418即可殺死未能成功導入載體的細胞，而留下成功導入載體的細胞，利於後續研究的進行。